# Sint-Annakerk (Hamme)

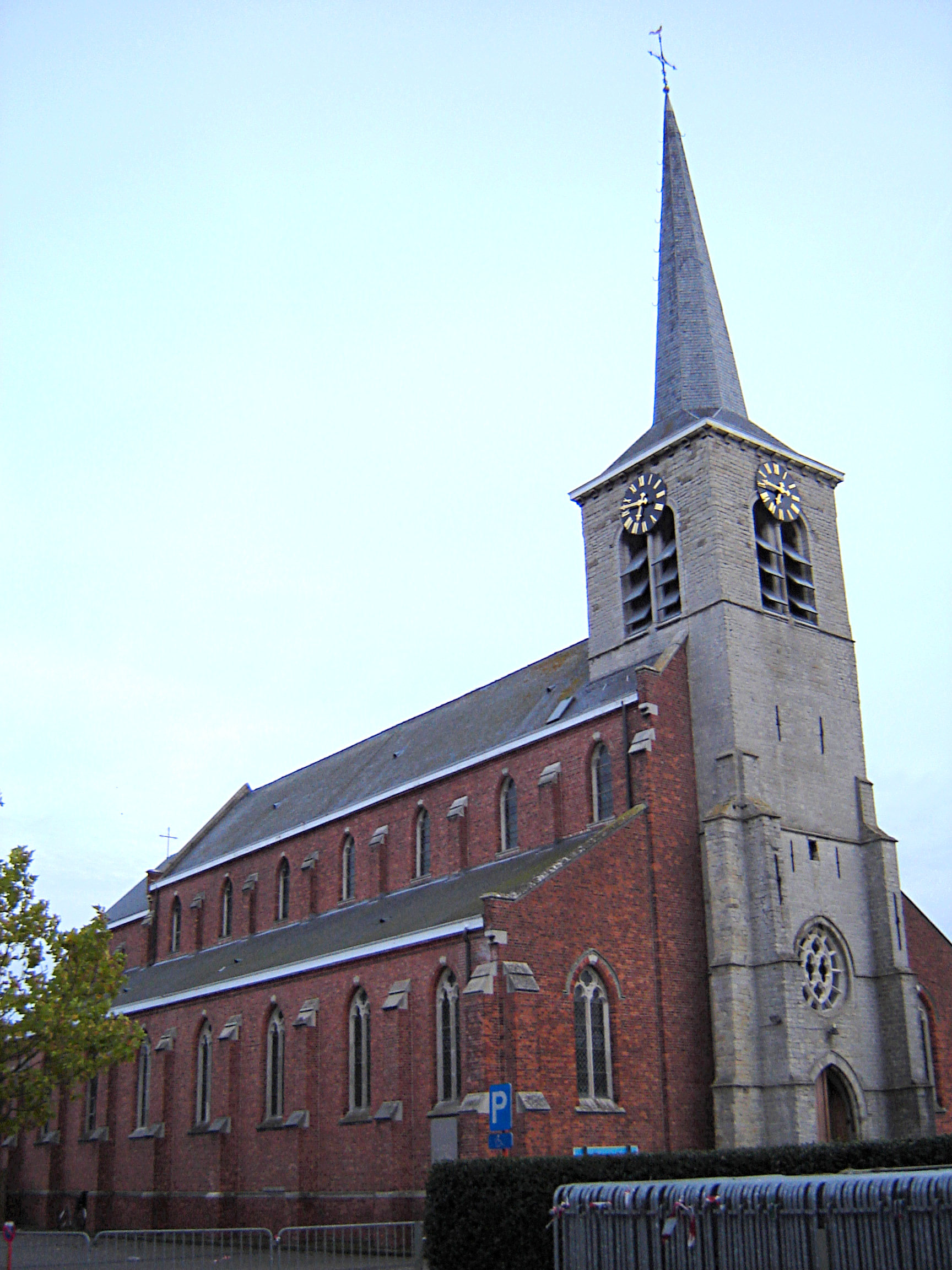
Sint-Annakerk

De Sint-Annakerk is de parochiekerk van de tot de Oost-Vlaamse gemeente Hamme behorende plaats Sint-Anna, gelegen aan de Sint-Annastraat 134.

## Geschiedenis
In 1373 werd een Sint-Annakapel ingewijd. Deze werd beheerd door een kapelaan en er werden Missen opgedragen, maar doop en huwelijk geschiedde in de parochiekerk van Waasmunster.
In 1640 werd de kapelanij verheven tot proosdij. In 1834 werd Sint-Anna een zelfstandige parochie.
De kapel van 1373 werd in 1423 voorzien van een toren. In 1686 werd een zuidelijke zijbeuk toegevoegd en in 1698 werd een noordelijke zijbeuk en een sacristie gebouwd.
Van 1875-1877 werd de oude kerk gesloopt en een nieuwe gebouwd, in neogotische stijl naar ontwerp van Beert-Campens. De oude toren werd hierbij behouden.
In 1891 werd nieuw kerkmeubilair geplaatst.

## Gebouw
Het betreft een driebeukig bakstenen kerkgebouw in neogotische stijl met ingebouwde 15e-eeuwse westtoren, welke in kalkzandsteen werd opgetrokken.

## Interieur
Een 18e-eeuws, gepolychromeerd houten Sint-Jozefbeeld is afkomstig uit de Sint-Jozefkapel te Hamme. Het orgel werd in 1753 vervaardigd door Pieter Van Peteghem. De orgelkast is van 1726, werd vervaardigd door Jozef Baden en later aangepast door Van Peteghem.